# Dziga Wiertow
Dziga Wiertow (ros. Дзи́га Ве́ртов), urodzony jako Dawid Abelowicz Kaufman, nazwisko potem rusyfikowane na Denis Arkadjewicz Kaufman (ur. 21 grudnia 1895?/2 stycznia 1896 w Białymstoku, zm. 12 lutego 1954 w Moskwie) – radziecki scenarzysta, reżyser filmowy, twórca idei kroniki filmowej, jeden z najwybitniejszych dokumentalistów w dziejach kina. Brat operatorów filmowych Borisa i Michaiła Kaufmanów, działających odpowiednio w Stanach Zjednoczonych i Związku Radzieckim. Jego filmy i pisma teoretyczne czyniły z niego jednego z najważniejszych twórców radzieckiej szkoły montażu.

## Życiorys
Kaufman urodził się w Białymstoku w rodzinie Abla Kaufmana, księgarza pochodzenia żydowskiego i Fajgi z domu Halpern. Rozpoczął studia muzyczne w białostockim konserwatorium. W 1915 wyjechał z rodziną najpierw do Moskwy, a niedługo później do Petersburga. Tam rozpoczął studia medyczne. Na potrzeby swojej twórczości poetyckiej, pisarskiej i politycznej przyjął pseudonim „Dziga Wiertow” (od ukr. дзиґа – bąk).
Pierwsze materiały filmowe zaczął montować w październiku 1917 w wieku 22 lat dla moskiewskiego komitetu kinowego. W latach 1922–1924 kierował eksperymentatorską grupą Kino-Oko, wydającą m.in. kronikę filmową „kinoprawda” (na początku lat 60. nazwą tą zainspirowali się Francuzi, tworząc kierunek Cinéma-vérité).
Podstawowym celem Wiertowa, o którym wiele pisał w swoich esejach było „uchwycenie w filmie prawdy” pokazywanie fragmentów rzeczywistości, które zebrane razem mają większą wartość niż to, co można zobaczyć gołym okiem. Wiertow wierzył w wyższość kamery filmowej nad okiem ludzkim.
Krytykował film fabularny, który uważał za „opium dla mas”. W 1922 ogłosił z członkami grupy Kino-Oko radykalny manifest, negujący rozrywkowe kino zachodnie przedstawiające wyidealizowany świat burżuazji oraz postulujący filmowanie zwykłych, prostych ludzi. Dużo uwagi poświęcał montażowi filmowemu, wprowadzając w swoich filmach nowatorskie techniki i nie stroniąc w późniejszych filmach od formalnych eksperymentów. Po pojawieniu się filmu dźwiękowego, eksperymentował z dźwiękiem, np. w filmie Entuzjazm dźwięki zarejestrowane w kopalniach Donbasu zmontowane zostały w rytmiczną, dźwiękową symfonię.
Twórczość Wiertowa ograniczyło oficjalne uznanie w ZSRR socrealizmu i wzrost popularności filmu fabularnego. Ostatnim filmem, w którym udało się Wiertowowi zachować swoją artystyczną wizję filmu dokumentalnego była Kołysanka (1938). W latach 30. jego filmy w Związku Sowieckim miały problemy: Trzy pieśni o Leninie zostały zatrzymane przez Stalina za zbytnią gloryfikację postaci Lenina. Po utracie możliwości niezależnego tworzenia filmów, Wiertow ograniczył swoją działalność do montażu kronik filmowych.
Zmarł na raka.
Został pochowany na Cmentarzu Nowodziewiczym w Moskwie.

## Inne
W 1976 nakładem Wydawnictw Artystycznych i Filmowych w Warszawie ukazał się polski wybór jego pism pt. Człowiek z kamerą (autor wyboru i opracowania wydania radzieckiego: Siergiej Drobaszenko; Słowo wstępne do wydania polskiego pt. Dziga Wiertow - poeta i publicysta ekranu: Nikołaj Abramow; przekład: Tadeusz Karpowski), zawierający artykuły, wystąpienia, fragmenty dziennika oraz pomysły i szkice scenariuszowe.
W 2009 w Białymstoku odsłonięto dedykowaną artyście tablicę projektu Jerzego Grygorczuka umieszczoną na ścianie Kina Forum, usunięto ją decyzją rady miasta z 2017, uznającą osobę Dzigi Wiertowa za niewskazaną do upamiętnienia ze względu na jego działalność propagandową w ZSRR. W 2011 przy skrzyżowaniu ulic Legionowej i Skłodowskiej-Curie odsłonięto instalację artystyczną „Kinooko” autorstwa Aleksandry Czerniawskiej.
Wznowiona na Ukrainie Nagroda Ukraińskiej Akademii Filmowej (nieformalnie zwana Ukraińskim Oscarem), na cześć Dzigi Wiertowa nazwana jest oficjalnie nagrodą Złotego Dzigi.

## Filmografia
- 1919: Rocznica rewolucji
- 1920: Bitwa
- 1921: Agit-Pociąg VTSIK
- 1922: Historia wojny domowej
- 1922: Kino-Prawda (cykl 23 15-minutowych miesięczników filmowych, dokumentujących życie porewolucyjnej Rosji)
- 1924: Kino-Oko
- 1924: Prawda w kinie Lenina
- 1924: Radzieckie zabawki
- 1926: Naprzód, Rady
- 1926: Szósta część świata
- 1928: Jedenasty
- 1929: Człowiek z kamerą (poetycki obraz Moskwy, Odessy i Kijowa lat 20., obserwowanych od wczesnych godzin rannych do godzin szczytu)
- 1931: Entuzjazm. Symfonia Donbasu
- 1934: Trzy pieśni o Leninie
- 1937: Kołysanka